# ویتون (میزوری)
ویتون (به انگلیسی: Wheaton) یک شهر در ایالات متحده آمریکا است که در شهرستان بری، میزوری واقع شده‌است. ویتون ۱٫۳۲ کیلومتر مربع مساحت و ۶۹۶ نفر جمعیت دارد و ۴۲۱ متر بالاتر از سطح دریا واقع شده‌است.